# Коверино (Ленинградская область)
Коверино (до 1948 года Раутакопра, фин. Rautakopra)) — посёлок в Мельниковском сельском поселении Приозерского района Ленинградской области.

## Название
Топоним Раутакопра в дословном переводе означает «железная лапа».
По постановлению общего собрания колхозников колхоза «Дружба» зимой 1948 года деревня Раутакопра получила наименование Озерки. Через полгода её переименовали в Дружная, а затем в Коверино. Последнее название, вероятно, образовано от фамилии погибшего воина, сведения о котором отсутствуют. Деревня Раутакопра находилась на расстоянии 30 км от возможного места гибели бойца. Переименование было закреплено указом Президиума ВС РСФСР от 13 января 1949 года.

## История

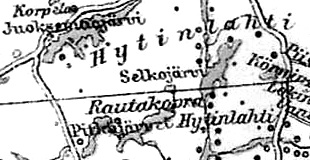
Деревня Раутакопра на финской карте 1923 года

До 1939 года деревня Раутакопра входила в состав волости Ряйсяля Выборгской губернии Финляндской республики.
С 1 января 1940 года — в составе Карело-Финской ССР.
С 1 августа 1941 года по 31 июля 1944 года финская оккупация.
С 1 ноября 1944 года, деревня Раутакопра учитывается в составе Ряйсяльского сельсовета Кексгольмского района Ленинградской области.
С 1 октября 1948 года в составе Мельниковского сельсовета Приозерского района.
С 1 января 1949 года она учитывается как посёлок Коверино. В ходе укрупнения хозяйства к нему были присоединены соседние селения Юппала и Вякяля.
В 1950 году население посёлка составляло 100 человек.
С 1 февраля 1963 года — в составе Выборгского района.
С 1 января 1965 года — вновь в составе Приозерского района. В 1965 году население посёлка составляло 51 человек.
По данным 1966, 1973 и 1990 годов посёлок Коверино входил в состав Мельниковского сельсовета.
В 1997 году в посёлке Коверино Мельниковской волости проживали 10 человек, в 2002 году — 6 человек (русские — 83 %).
В 2007 году в посёлке Коверино Мельниковского СП проживал 1 человек, в 2010 году — 7 человек.

## География
Посёлок расположен в северо-западной части района к западу от автодороги 41К-153 (Сапёрное — Кузнечное).
Расстояние до административного центра поселения — 15 км.
Расстояние до ближайшей железнодорожной станции Мюллюпельто — 29 км.
Посёлок находится на южном берегу озера Подгрядового. К югу от посёлка расположено озеро Рудаковское.

## Демография
| 2007 | 2010 | 2017 |
| ---- | ---- | ---- |
| 1    | ↗7   | ↘3   |

## Улицы
Рудаковская, Сиреневая, Черёмуховая.